# Верхнє Мультинське озеро
Ве́рхнє Мульти́нське о́зеро (рос. Верхнее Мультинское озеро), або Верхнємульти́нське о́зеро (рос. Верхнемультинское озеро) — природне озеро в Алтайських горах, розташоване в межах Республіки Алтай на південному сході Росії. Обіймає площу в 40,8 га, максимальна глибина становить 47,4 м. Належить до високогірних льодовикових водойм. Вперше досліджене О. А. Алекіним у 1933 році. Назване за місцем розташування в басейні річки Мульти і приналежністю до системи Мультинських озер, в якій ця водойма лежить найвище.
Верхнє Мультинське озеро знаходиться на території Катунського заповідника. Воно відоме мальовничими краєвидами, багатою флорою і фауною, належить до популярних об'єктів екологічного туризму.

## Клімат
Клімат в околицях Верхнього Мультинського озера різко континентальний. Середні температури січня в цій частині Алтаю сягають –18…–20 ºС, літні температури не перевищують +11… +12 ºС. Зима в цьому регіоні тривала і багатосніжна, літо коротке, прохолодне і дощове. Середньорічна сума опадів становить 600 м, більша частина з них випадає влітку. Потужність снігового покриву варіює від 50 до 150 см.

## Географія
Адміністративно Верхнє Мультинське озеро належить до території Усть-Коксинського району Республіки Алтай, в межах якого розташоване на крайньому південному сході. Водойма знаходиться приблизно за 40 км від районного центру Усть-Кокса в південносхідному напрямку і за 20 км на південь від найближчого населеного пункту — села Мульта. Акваторія водойми цілком входить до охоронюваної зони Катунського заповідника, при цьому будучи наближеною до його північного кордону. Околиці озера ненаселені, транспортна інфраструктура навкруги нього відсутня, дістатись до водойми можна лише пішими і кінними стежками.
З фізико-географічної точки зору Верхнє Мультинське озеро знаходиться на півдні Західного Сибіру, в центральній частині Алтайських гір. Ця водойма утворилась в західній частині північного макросхилу Катунського хребта, в басейні Верхньої Катуні, підбасейні однієї з її приток — Мульти. В макрорельєфі цієї місцевості переважають гребенеподібні вододіли з відмітками 3000 м і фрагменти давніх пенепленів. Відносні висоти гір в околицях озера сягають 1200 м. Щодо висоти розташування самого озера єдиної думки не існує: за різними джерелами її визначають у діапазоні від 1795 до 1860 м.
Водойма має витягнуту форму, її водне дзеркало орієнтоване у мерідіанальному напрямку, тобто з півночі на південь. Довжина Верхнього Мультинського озера становить 1425 м, найбільша ширина сягає 415 м. Площа акваторії дорівнює 40,8 га. Загальна довжина берегової лінії — 3260 м. Маючи відносно невеликий розмір, ця водойма вирізняється значною глибиною, максимальна величина якої сягає 47,4 м. За цим показником вона є найглибшою серед усіх Мультинських озер.

## Геологія та гідрологія

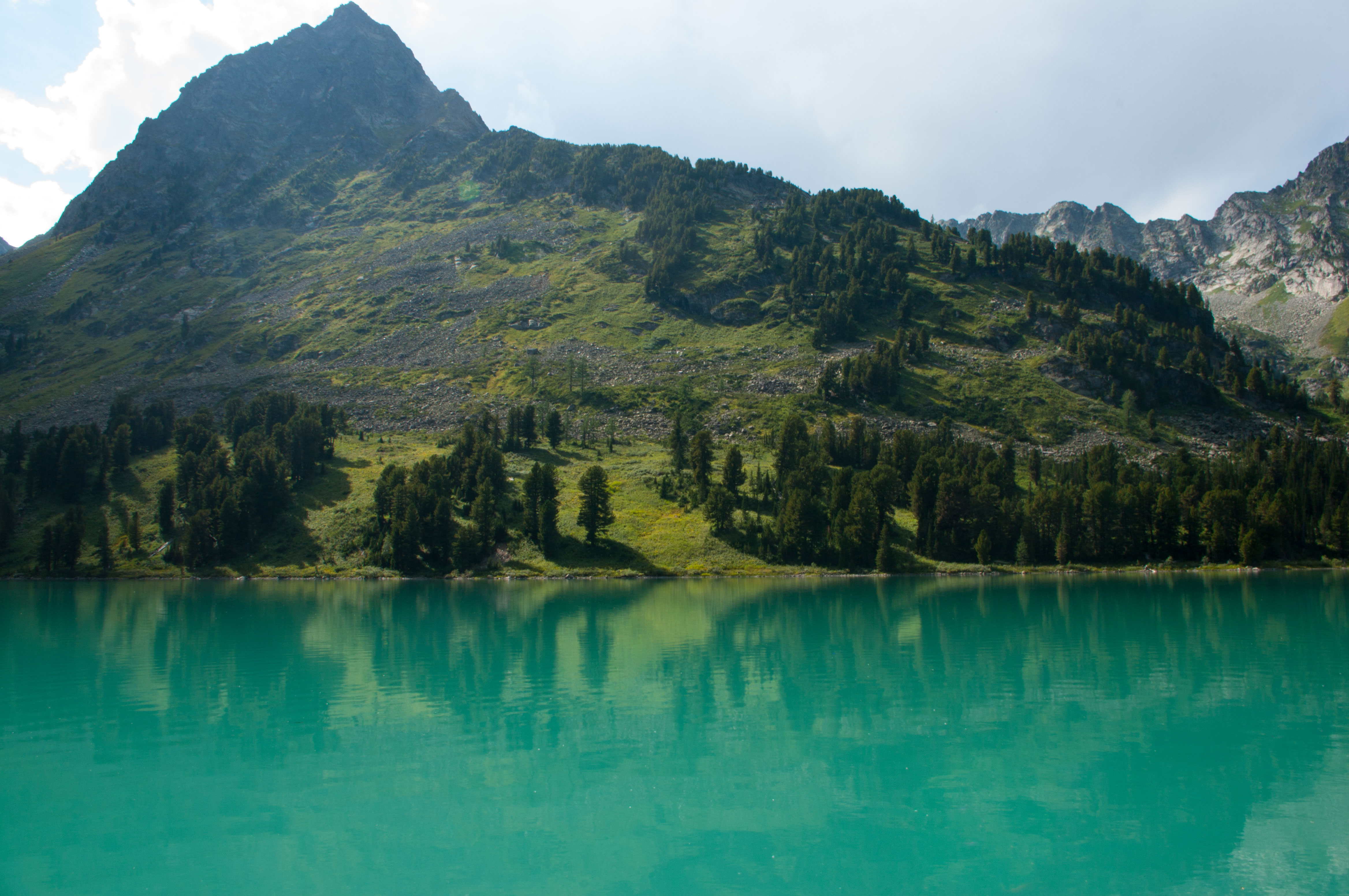
Смарагдово-бірюзовий колір Верхнього Мультинського озера приваблює до нього любителів високогірної екзотики.

Як і вся система Мультинських озер, ця водойма має льодовикове походження. Вона утворилась у троговій долині, яку виорали на схилі Катунського хребта крижані маси давнього льодовика. Поступово ця западина заповнилась талими водами і перетворилась на Верхнє Мультинське озеро. В сучасний геологічний період льодовики також становлять єдине джерело живлення цієї водойми. В озеро впадають 11 струмків, з них 4 великих, що витікають з льодовиків і сніжників на схилах гір, упритул наближених до берегової лінії. В свою чергу, озеро живить важливу водну артерію навколишньої місцевості — річку Мульта, праву притоку Катуні. Крім неї, з Верхнього Мультинського озера не витікає жодного потоку.
Через віддаленість водойми від людських осередків гідрологічні дослідження у ній не проводили, однак деяка інформація про фізико-хімічні показники води міститься в загальногеографічних описах. В першу чергу, цю водойму описують як надзвичайно холодну. Навіть у липні температура води в цьому озері не перевищує 8—12°C. Така особливість пояснюється збігом кількох причин: по-перше, живленням винятково холодними талими водами льодовиків; по-друге, розташуванням на значній висоті, де переважають низькі температури повітря; по-третє, значною глибиною, яка при малій площі водної поверхні не дозволяє прогрітись водній масі за коротке високогірне літо.
За органолептичними показниками воду Верхнього Мультинського озера описують як дуже якісну. Вона є ультрапрісною (тобто вирізняється вкрай незначним ступенем мінералізації), прозорою, має яскравий зеленкувато-блакитний колір. Водночас, вода цього озера доволі каламутна, часто з виразним молочним відтінком. Це обумовлено присутністю в ній мінеральних мікрочастинок у формі завису, які течія струмків виносить з навколишніх гірських порід, схованих під льодовиковим панциром.

## Флора і фауна
Береги Верхнього Мультинського озера лежать у трьох висотних поясах: лісовому, субальпійському і альпійському. Місцева флора налічує 350 видів рослин і за своїм характером подібна до рослинності розташованого трохи далі Кучерлінського озера. Найнижчий лісовий пояс представлений здебільшого модриново-кедровим рідколіссям, в якому домінують модрина сибірська і сосна сибірська, більш відома під народною назвою «кедр». Вище по схилах розвинуті високотравні субальпійські луки, які ближче до вершин переходять у низькотравні альпійські луки, дріадову і чагарникову тундру. В самому озері через його холодноводність вища рослинність майже не розвинута. Навкруги Верхнього Мультинського озера знайдені рідкісні види рослин: Allium altaicum, Hedysarum theinum, Paeonia hybrida, Rhodiola algida, оливник рожевий.
Фауна навколишньої території має тайговий характер, в ній присутні декілька десятків видів ссавців і птахів. У лісах звичайні олені сибірського підвиду (марали), сарни, білі зайці, вивірки. Тут багато бурих ведмедів, які влітку шукають поживу на луках і в тундрі. На кам'янистих ділянках мешкають альпійські пискухи. У водах Мульти зрідка трапляється видра. На Верхньому Мультинському озері щороку гніздуються гагари чорношиї, чирянки великі і малі, пронурки і плиски. Інколи тут можна спостерігати і більших пернатих великих бакланів і скоп. На навколишніх луках і в тундрі годуються куріпки білі. На місцевих луках багато метеликів, з яких особливо виділяють рідкісних аполлона, Parnassius phoebus, Erebia kindermanni. Водночас, у самому озері через низьку температуру води риба відсутня.
Рослинність Верхнього Мультинського озера

## Значення
Верхнє Мультинське озеро має велике гідрологічне значення, тому що служить основним водозбірним басейном Мульти, яка, в свою чергу, є однією з найбільших приток у верхів'ях Катуні. Оскільки нижче за течією цих річок розташовані населенні пункти, то гідрологічний режим озера безпосередньо впливає на якість питної води в цих осередках цивілізації. Крім того, від нього залежить стан двох інших складових озерного каскаду — Середнього і Нижнього Мультинських озер.
Поки що екосистеми Верхнього Мультинського озера не змінені людською діяльністю, що надає цій водоймі також і великої природоохоронної значимості. Задля збереження ландшафтів, раритетної флори і фауни навколишньої території озеро включили до складу Катунського заповідника. Не зважаючи на малонаселеність околиць і важкодоступність Верхнього Мультинського озера, воно відоме у колах любителів природи своєю мальовничістю. Водойма входить до складу одного з екскурсійних маршрутів заповідника, який також передбачає відвідини розташованого поблизу Поперечного озера і декількох водоспадів. Через перевал Норильчан, що лежить на висоті 2650 м, від Верхнього Мультинського озера можна дістатися до не менш мальовничого озера Тальмень, в якому дозволене рибальство.